# Аэропорт со служебного входа
«Аэропорт со служебного входа» — советский художественный полнометражный цветной фильм, снятый режиссёром Борисом Яшиным на киностудии «Мосфильм» в 1986 году.

## Сюжет
На крупный аэропорт обрушивается снегопад, вызывая задержку многих рейсов и сильные неудобства для тысяч пассажиров. Сменному начальнику аэропорта приходится фактически совершить трудовой подвиг, организовывая работу всех служб аэропорта для скорейшего разрешения ситуации. В этой ситуации становятся особенно заметными недостатки в организации работы и ярко проявляются характеры сотрудников.

## В ролях
- Пётр Щербаков — Тужин, сменный начальник аэропорта
- Дальвин Щербаков — Мягков, начальник аэродромных служб
- Георгий Юматов — командир авиаотряда
- Алёна Охлупина — Таня
- Сергей Чекан — Кобзаренко, начальник смены аэродромной службы
- Анатолий Салимоненко — руководитель полётов
- Майя Эглите — разгневанная пассажирка